# L'Amour de l'or
Pour plus de détails, voir Fiche technique et Distribution.
L'Amour de l'or ou Chasse au trésor au Québec (Fool's Gold) est un film américain réalisé par Andy Tennant, sorti en 2008.

## Synopsis
Benjamin Finnegan (Matthew McConaughey) et son épouse Tess (Kate Hudson) sont sur le point de divorcer après avoir passé 8 ans à la recherche d'une épave contenant un trésor, en vain. Mais Benjamin découvre par hasard lors d'une plongée un vieux morceau d'assiette qui pourrait bien être une partie du butin. Deux défis s'offrent à lui : trouver le reste du trésor et convaincre Tess de l'y aider.

## Fiche technique
- Titre français : L'Amour de l'or
- Titre québécois : Chasse au trésor
- Titre original : Fool's Gold
- Réalisation : Andy Tennant
- Scénario : John Claflin, Daniel Zelman et Andy Tennant
- Production : Donald De Line (en), Jim Dyer, Bernie Goldmann, Stephen Jones, Jon Klane et Wink Mordaunt
- Société de production : Warner Bros. Pictures
- Budget : 70 millions de dollars américains (soit 51,38 millions d'euros)
- Musique : George Fenton
- Photographie : Don Burgess
- Montage : Troy Takaki et Tracey Wadmore-Smith
- Décors : Charles Wood
- Costumes : Ngila Dickson
- Pays d'origine : États-Unis
- Format : Couleurs - 2,35:1 - DTS / Dolby Digital / SDDS - 35 mm
- Genre : Aventure et comédie romantique
- Durée : 113 minutes
- Dates de sortie :
  - Australie : 7 février 2008
  - États-Unis : 8 février 2008
  - France, Belgique : 30 avril 2008

## Distribution
- Matthew McConaughey (VF : Bruno Choël - VQ : Daniel Picard) : Benjamin Finnegan, chasseur de trésor
- Kate Hudson (VF : Ingrid Donnadieu - VQ : Camille Cyr-Desmarais) : Tess Finnegan, épouse, puis ex-épouse de Benjamin
- Donald Sutherland (VF : Bernard Tiphaine - VQ : Denis Mercier) : Nigel Honeycutt, milliardaire, employeur de Tess
- Alexis Dziena (VF: Léopoldine Serre - VQ : Stéfanie Dolan) : Gemma Honeycutt, fille de Nigel
- Ewen Bremner (VF: Gérard Darier - VQ : Nicolas Charbonneaux-Collombet) : Alfonz, ami et collègue de Benjamin
- Ray Winstone (VQ : Manuel Tadros) : Moe Fitch, chasseur de trésor
- Kevin Hart (VF : Jean-Paul Pitolin - VQ : Martin Watier) : Bigg Bunny, rappeur propriétaire de l'île
- Malcolm-Jamal Warner (VF : Asto Montcho - VQ : Pierre-Étienne Rouillard) : Cordell
- Brian Hooks (en) (VQ : Benoit Éthier) : Curtis
- David Roberts : Cyrus
- Michael Mulheren (en) (VQ : Sylvain Hétu) : Eddie
- Adam LeFevre (VQ : Stéphane Rivard) : Gary
- Rohan Nichol : Stefan
- Roger Sciberras : Andras
- Elizabeth Connolly : le médecin de l'équipage
- Todd Lasance : Frat Boy #2

Doublage
- Studio de doublage : Studios de St Ouen

Source : RS Doublage 

## Production

### Tournage
Le tournage s'est déroulé du 1er novembre 2006 à mai 2007 aux Bahamas, ainsi qu'en Australie, à Brisbane et dans différents lieux du Queensland : Cairns, Gold Coast, Hervey Bay, l'Île Fraser, l'Île Hamilton, Port Douglas et les studios Warner Roadshow d'Oxenford, en Australie.

## Accueil

### Box-office
- États-Unis : 70 231 041 dollars [2]
- France : 48 515 entrées[3]
- Mondial : 111 231 041 dollars[2]

## Autour du film
Cinq ans plus tôt, Kate Hudson et Matthew McConaughey formaient déjà un couple dans Comment se faire larguer en 10 leçons (2003).